# 胡延之
胡延之（？—？），安定郡临泾县（今宁夏回族自治区固原市彭阳县）人，北朝人物。
胡延之担任北魏兗州刺史。祖父胡国珍，姑母魏宣武帝的胡皇后。父亲胡祥，担任殿中尚书、中书监、侍中、东平孝景公。子胡长仁、胡长怀、胡长穆、胡长洪、胡长咸、胡长兴，胡延之第四女是齐武成帝的胡皇后。齐武成帝即位，追赠岳父为中书令、司空、安平王。